# Liophidium pattoni
Liophidium pattoni är en orm som förekommer på norra Madagaskar. Artepitet i det vetenskapliga namnet hedrar zoologen Jim Patton. Enligt en genetisk studie är Liophidium rhodogaster artens närmaste släkting.
Arten har på ovansidan en svart grundfärg och fyra längsgående rader med mörkrosa punkter. Nära svansen blir grundfärgen mer gråblå. Typisk är en gul undersida vid huvudet och bålen, medan svansen har en rosa undersida. En individ hade en längd av 415 mm, inklusive en 88 mm lång svans. Det 12 mm långa och 7,5 mm breda huvudet kännetecknas av stora runda ögon. Ovanför varje öga finns en gul strimma. I tänderna förekommer inga rännor.
Utbredningsområdet ligger på halvön Masoala och i angränsande regioner på nordöstra Madagaskar. Liophidium pattoni lever i låglandet och i bergstrakter upp till 1000 meter över havet. Ormen vistas i fuktiga skogar och den hittas ibland intill väger under dagen. Födan utgörs av små ryggradsdjur som ödlor. Antagligen lägger honor ägg.
Beståndet hotas i lägre trakter av skogsröjningar. I regionen inrättades några skyddszoner. Utbredningsområdet uppskattas vara 8 000 km² stort. IUCN listar arten som nära hotad (NT).